# Dindica semipallens
Dindica semipallens är en fjärilsart som beskrevs av Inoue 1990. Dindica semipallens ingår i släktet Dindica och familjen mätare. Inga underarter finns listade i Catalogue of Life.